# Разделение (телесериал, 2022)
«Разделе́ние» (англ. Severance) — американский научно-фантастический телевизионный сериал в жанре психологического триллера, созданный Дэном Эриксоном и снятый режиссёрами Беном Стиллером и Ифой Макардл. В сериале сыграли Адам Скотт, Зак Черри, Бритт Лауэр.
Сюжет рассказывает о Марке, сотруднике компании Lumon Industries, который соглашается на процедуру «разделения», в рамках которой его нерабочие воспоминания отделяются от рабочих.
Премьера сериала состоялась на Apple TV+ 18 февраля 2022 года. Критики и зрители высоко оценили операторскую работу, продакшн-дизайн, музыку, сюжет и актёрскую игру (особенно Скотта). Многие издания назвали его лучшим сериалом 2022 года или одним из лучших. На 74-й церемонии вручения премии «Эмми» сериал получил 14 номинаций, в том числе в категории «Лучший драматический сериал» и актёрских категориях для Скотта, Туртурро, Уокена и Аркетт. В апреле 2022 года сериал был продлён на второй сезон.
В апреле 2024 года стало известно о завершении съёмок второго сезона. Премьера второго сезона состоялась 17 января 2025 года.
21 марта 2025 года сериал был продлён на третий сезон.

## Сюжет
Биотехнологическая корпорация Lumon Industries использует медицинскую процедуру «разделения», чтобы отделить нерабочие воспоминания своих сотрудников, работающих над секретными проектами, от их рабочих воспоминаний, чтобы вне работы они не помнили сведений о ней, а на работе не отвлекались, для чего в мозг имплантируется специальное устройство, что приводит к раздвоению личности сотрудников — «внутренняя» проявляется на работе, а «внешняя» вне её.
«Разделенный» сотрудник Марк руководит своими коллегами Диланом и Ирвингом в отделе уточнения макроданных Lumon. Марк должен сбалансировать трудности управления своим отделом, включая прием на работу мятежного нового «внутреннего» человека, Хелли, и своё растущее недовольство фирмой Lumon, похожей на тоталитарную секту. «Внешний» Марк должен справиться с личными трагедиями, которые привели к его решению пройти процедуру, и внезапным наложением его отдельных жизней, когда тайны Lumon начинают вторгаться в его «внешнюю» жизнь.

## Актёрский состав

### В главных ролях
- Адам Скотт — Марк Скаут, работник компании Lumon Industries в подразделении «Обработка макроданных», который является частью программы «разделения». Марк пытается пережить смерть своей жены Джеммы.
- Зак Черри — Дилан Джордж, коллега Марка по программе «разделения», который особенно наслаждается привилегиями компании[7].
- Бритт Лауэр — Хелли Риггс / Хелли Р. / Хелена Иган, новая сотрудница, которая приходит на место Пити.
- Джон Туртурро — Ирвинг Бейлиф, коллега Марка, который придерживается политики компании и испытывает интерес к Берту.
- Трэмелл Тиллман — Сет Милчик, супервайзер на этаже разделённых.
- Джен Таллок[англ.] — Девон Хейл, беременная сестра Марка, которая позже рожает девочку Элеонору.
- Дичен Лакмэн — мисс Кейси, велнес-консультант на этаже разделённых.
- Майкл Чернус[англ.] — Рикен Хейл, муж Девон, автор книг по самосовершенствованию.
- Кристофер Уокен — Берт Гудман, начальник отдела оптики и дизайна, которого влечёт к Ирвингу.
- Патрисия Аркетт — Хармони Кобел, начальница Марка / миссис Селвиг, соседка Марка.
- Сара Бок — мисс Хуан (сезон 2), новый молодой заместитель начальника на этаже разделённых.

#### В ролях второго плана
- Юл Васкес — Питер «Пити» Килмер, бывший «разделённый» работник Lumon и лучший друг Марка, уволенный при загадочных обстоятельствах.
- Майкл Камсти[англ.] — Дуг Грейнер, глава службы безопасности на этаже разделённых Lumon.
- Никки М. Джеймс[англ.] — Алекса, акушерка Девон.
- Сидни Коул Александр — Нэтели Кален, представитель Lumon по связям с общественностью и представитель попечительского совета.
- Клаудия Робинсон — Фелиция, сотрудница отдела оптики Lumon.
- Марк Кеннет Смальц — Джадд, охранник Lumon.
- Марк Геллер — Кир Иган, основатель Lumon Industries, которому в компании поклоняются с культовой преданностью. Несмотря на его смерть, он предстаёт в скульптурах, картинах и записях.
- Майкл Сиберри[англ.] — Джейм Иган, нынешний генеральный директор Lumon Industries.
- Джоан Келли — Нина, бывшая жена Пити.
- Кэссиди Лейтон — Джун, дочь Пити.
- Нора Дейл — Габби Артета, молодая мать, вышедшая замуж за сенатора Анджело Артету. Она согласилась на операцию по разделению, чтобы избежать боли при родах.
- Итан Флауэр — Анджело Артета, сенатор штата, союзник корпорации Lumon, который поддерживает легализацию операции по разделению; муж Габби Артеты, от которой у него трое детей.
- Карен Олдридж — Асал Регаби, бывший хирург Lumon, которая реинтегрировала память Пити.
- Гвендолин Кристи — Лорн (сезон 2), глава отдела Млекопитающих Lumon.
- Дарри Олафссон — мистер Драммонд (сезон 2), грозный головорез из Lumon, который участвует в операциях по разделению.
- Мерритт Уивер — Гретхен Джордж (сезон 2), жена Дилана.

Кроме того, Бен Стиллер появляется с голосовым камео анимированной версии Кира Игана. У Киану Ривза есть не указанная в титрах эпизодическая роль в озвучивании анимированного здания Lumon в корпоративном ролике Lumon во втором сезоне.

## Список серий
| Сезон | Серии | Серии | Даты показа     | Даты показа     |
| Сезон | Серии | Серии | Первая серия    | Последняя серия |
| ----- | ----- | ----- | --------------- | --------------- |
| 1     | 9     | 9     | 18 февраля 2022 | 8 апреля 2022   |
| 2     | 10    | 10    | 17 января 2025  | 21 марта 2025   |

Сезон 1 (2022)
| № | № в сезоне | Название                                                                                   | Режиссёр    | Автор сценария  | Дата премьеры   |
| --- | ---------- | ------------------------------------------------------------------------------------------ | ----------- | --------------- | --------------- |
| 1 | 1          | «Не стоит бояться Ада» «Good News About Hell»                                              | Бен Стиллер | Дэн Эриксон     | 18 февраля 2022 |
| Женщина просыпается в конференц-зале, не помня, кто она и где находится. После проведения опроса и выяснения, что она Хелли, новый сотрудник компании Lumon Industries, ей разрешают уйти, но она обнаруживает, что не может этого сделать. Затем она видит видеоролик, объясняющий, что она прошла процедуру «разделения», которая раздвоила ее воспоминания, создав версию себя, которая будет существовать только на рабочем месте. Марк Скаут, работающий вместе с Хелли в отделе обработки макроданных компании Lumon, узнает, что его повышают до начальника отдела в связи с внезапным уходом коллеги Пити. Марк, бывший профессор истории, скорбящий о смерти жены и живущий в субсидируемом Lumon городе Кир, встречает человека, выдающего себя за Пити, который передает ему письмо с загадочными инструкциями. Марк возвращается домой и общается со своей соседкой миссис Селвиг, не подозревая, что она — его босс, старший менеджер Хармони Кобел. |            |                                                                                            |             |                 |                 |
| 2 | 2          | «Полупетля» «Half Loop»                                                                    | Бен Стиллер | Дэн Эриксон     | 18 февраля 2022 |
| Накануне Хелли проходит процедуру разделения как новый сотрудник, вживляя микрочип в свой мозг. В офисе Хелли знакомят с новыми коллегами, Диланом и Ирвингом, и объясняют, что ее работа заключается в сортировке зашифрованных чисел в цифровые контейнеры в рамках «обработки макроданных». Во время приветственной вечеринки, которую возглавляет менеджер этажа Милчик, Хелли становится не по себе, и она пытается сбежать, написав своему внешнему «я» (или «экстра») заявление об уходе, но лифт отключается, и Марк утверждает, что это происходит из-за встроенных в Lumon «детекторов кода», которые предотвращают несанкционированное общение между «я». Марк берет на себя ответственность и в наказание отправляется в «комнату отдыха». Позже Ирвингу привиделась чёрная жидкость, покрывающая его стол, и ему назначили «проверку самочувствия», где консультант мисс Кейси перечисляет различные факты о внешней версии Ирвинга, а Ирвинга заставляют реагировать нейтрально. В велнес-центре Ирвинг также знакомится с Бертом, руководителем отдела оптики и дизайна, состоящего из двух человек. На улице Марк снова встречается с Пити, который объясняет, что у него «болезнь реинтеграции» после отмены разделения. Пити рассказывает Марку о комнате отдыха и проигрывает запись, на которой он многократно зачитывает строгие извинения, а Милчик заставляет его повторять фразы. Марк даёт Пити убежище в своём доме. Когда он принимает душ, у Пити начинаются галлюцинации, и он теряет сознание. |            |                                                                                            |             |                 |                 |
| 3 | 3          | «Вечность» «In Perpetuity»                                                                 | Бен Стиллер | Эндрю Колвилл   | 25 февраля 2022 |
| Пити рассказывает Марку, что таинственные благодетели помогли ему пройти процедуру реинтеграции. Пока Марк на работе, его сестра Девон и шурин Рикен приносят на порог его дома книгу, написанную последним, которую миссис Селвиг крадет и относит в Lumon, чтобы проверить на наличие скрытых сообщений. Когда она обыскивает дом Марка, Пити узнает в ней Кобел и убегает из дома, страдая от галлюцинаций, и в конце концов падает в обморок в магазине. В офисе Хелли узнает, что ее прошение об увольнении, отправленное её «экстре», было отклонено. Марк пресекает её попытки переправить другие сообщения своему «экстра». Чтобы помочь Хелли понять, почему она работает в Lumon, Ирвинг предлагает показать ей «Крыло вечности», в котором хранятся документы об истории основателя Lumon Кира Игана и его последующей династии. По дороге в «Крыло вечности» Дилан рассказывает группе о неудавшемся «перевороте» в отделе оптики и дизайна, который Марк считает фальшивкой. После очередной попытки побега Хелли приводят в комнату отдыха, где Милчик заставляет ее несколько раз прочесть извинительный текст. После смены Марк следит за движением машины скорой помощи к магазину и становится свидетелем того, как Пити уносят парамедики после того, как у него останавливается дыхание. Марк спешит домой, чтобы убрать улики пребывания Пити. Звонит брошенный Пити мобильный телефон, но Марк не хочет брать трубку. |            |                                                                                            |             |                 |                 |
| 4 | 4          | «Настоящий ты» «The You You Are»                                                           | Ифе Макардл | Кари Дрейк      | 4 марта 2022    |
| Марк пропускает звонок на телефон Пити и прячет его, заметив несколько пропущенных звонков с одного и того же заблокированного номера. На следующий день Ирвинг посещает отдел оптики и дизайна, где сближается с Бертом и обнаруживает книгу Рикена, оставленную Милчиком во время попытки побега Хелли. Марк решает оставить книгу себе, несмотря на обещание отдать ее руководству. Хелли возвращается из комнаты отдыха после того, как ее заставили прочитать свои извинения более тысячи раз; она находит нож для разрезания бумаги и угрожает Кобел нанесением себе увечий, если ей не предоставят возможность обратиться к своей «экстра» с прошением об увольнении. Однако её «экстра» присылает запись с решительным отказом уволиться из "Lumen", и сообщает Хелли-работнице, что это она принимает решения и имеет самостоятельность, а не её "разделение", у которой, как считает экстра, нет прав. Задача её "рабочей версии" - только исполнять порученные задания. Позже тем же вечером Марк находит на сайте местной газеты новость, что Пити Килмер умер от «неизвестного недуга»; вскоре после этого звонит телефон Пити. Кобел присутствует на похоронах в качестве миссис Селвиг и извлекает чип Пити перед его кремацией. Затем она поручает мисс Кейси провести «специальную» проверку состояния здоровья Марка, за которой она наблюдает дистанционно. Кейси заставляет Марка вылепить из глины своё эмоциональное состояние; Марк лепит дерево, которое его «экстра» посетил в память о своей покойной жене Джемме после похорон. Ирвинг обнаруживает, что в отделе оптики и дизайна на самом деле работают по меньшей мере семь сотрудников, которые трудятся в огромной подсобке без маркировки. Дилан находит книгу Рикена, спрятанную в файлах Марка. Хелли тайком проносит удлинитель и вешается в шахте лифта. |            |                                                                                            |             |                 |                 |
| 5 | 5          | «Беспощадная жестокость отдела оптики и дизайна» «The Grim Barbarity of Optics and Design» | Ифе Макардл | Анна Оуян Моенч | 11 марта 2022   |
| В результате попытки самоубийства Хелли получает травму, но в итоге выживает; через три дня она возвращается на работу. Марк продолжает читать книгу Рикена, которая несет в себе сильные антиуставные настроения. Вне работы Марк посещает домик, где Девон рожает. Когда Хелли возвращается, Кобел приказывает мисс Кейси внимательно следить за ней. Ирвинг снова галлюцинирует чёрной жидкостью в офисе и решает посетить Берта, чтобы успокоить себя, но Марк говорит ему сначала распечатать вторую копию указаний для отдела оптики и дизайна (ОиД), во время этого Милчик заставляет принтер распечатать картину, на которой сотрудники ОиД зверски расправляются с сотрудниками отдела обработки макроданных. Прибывший Милчик утверждает, что это была шутка для Кобел. Дилан негодует на Ирвинга за сближение с Бертом, учитывая такую "серьёзную улику" по поводу отношения ОиД к сотрудникам обработки макроданных. Позднее Ирвинг всё же направляется к Бёрту в переговорную, чтобы объясниться, но их застёт врасплох Дилан, который запирает Бёрта в переговорной из-за картины и устраивает Бёрту допрос. Бёрт утверждает, что солгал о размере ОиД, потому что отдел обработки макроданных считается в ОиД ненадёжным. Бёрт рассказывает о том, что в ОиД думают об макроданных, а Ирвинг рассказывает о картине и о том, что их отдел думает об ОиД. Всплывает много лживых фактов. Тем временем Марк тайком выводит Хелли из отдела макроданных и рассказывает, что он воссоздавал карту Пити. Хелли негодует на свою "экстра" за то, что та не хочет подавать заявление на увольнение. Они неожиданно обнаруживают ранее неизвестный отдел, в котором единственный сотрудник кормит козлят, и Хелли соглашается помочь Марку с воссозданием карты. Дилан, Ирвинг и Бёрта идут в ОиД; Дилан обнаруживает спрятанную копию картины резни, но троица замечает, что на картине вместо этого изображены сотрудники отдела микроданных, расправляющиеся с сотрудниками ОиД. Они понимают, что происходит манипуляция отделами и решают объединиться, чтобы разобраться. Берт ведёт Дилана и Ирвинга в подсобное помещение ОиД без надписей и представляет их как «друзей». |            |                                                                                            |             |                 |                 |
| 6 | 6          | «Прятки» «Hide and Seek»                                                                   | Ифе Макардл | Аманда Овертон  | 18 марта 2022   |
| Кобел показана поклоняющейся святыне Кира Игана в своём доме. Гранер звонит ей, чтобы сообщить, что он определил Регаби, бывшего сотрудника Lumon, человека, ответственного за реинтеграцию Пити. Ирвинг признается Берту, что не готов придать их отношениям романтический характер. Марк узнает, что мисс Кейси была отправлена в комнату отдыха за то, что не следила за ним и Хелли. Кобел очень жёстко отчитывает Марка за прогулку с Хейли по отделам и запрещает выходить всему отделу макроданных из офиса, пока кварталная работа не будет завершена. Марк нарушает запрет Кобел и просит Ирвинга отвести весь отдел обработки макроданных в подсобку отдела оптики и дизайна (ОиД), где произносит речь о странном отделе с козлятами, философии Lumen, манипуляции отношений между отделами и призывая отделы работать вместе, чтобы разобраться во внутренней работе Lumon. Дилан крадёт из ОиД инфографическую карту. Однако Милчик находит их, и Марка отправляют в комнату отдыха на особо жёсткое наказание, после которого видим "экстра" Марка со следами побоев. Позже Милчик ненадолго пробуждает внутреннее существо Дилана в его собственном доме, чтобы Дилан сообщил, где он спрятал инфографическую карту, которую украл из ОиД; неожиданно в комнату вбегает мальчик, и внутреннее существо Дилана обнаруживает, что у него есть сын. На улице Девон сталкивается с Габби, с которой она познакомилась в роддоме, но Габби, кажется, не узнает её. Позже Девон узнает, что муж Габби Анджело Артета — сенатор штата, поддерживаемый Lumon, который выступает за легализацию разделения. Кобел, в роли миссис Селвиг, сближается с Девон и Рикеном, выступая в роли их консультанта по лактации. Марк идёт на свидание с Алексой, акушеркой Девон, на концерт панк-рок группы дочери Пити и поёт вместе с ней песню антилумоновского протеста. Позже Марк наконец отвечает на звонок, поступающий на телефон Пити, и Регаби предлагает ему встретиться лично в ближайшем университете. Кобел приказывает установить на входе в отдел обработки макроданных дверь, закрывающуюся на ключ. |            |                                                                                            |             |                 |                 |
| 7 | 7          | «Дерзкий джаз» «Defiant Jazz»                                                              | Бен Стиллер | Хелен Ли        | 25 марта 2022   |
| Марк встречается с Регаби, которая призывает Марка задуматься, что его "интра" может быть несчастлив на работе, что он может пытаться выбраться и может мечтать о том, чтобы "экстра" Марка написал заявление об увольнении. Неожиданно в здание входит Гранер — по наводке охраны кампуса — и говорит Марку, что работает с ним. Регаби убивает Гранера и отдает Марку его карту доступа, приказав, чтобы Марк обязательно избавился от одежды, на которой кровь Гранера, и чтобы он обязатльно принес карту доступа Гранера на работу. Марк в шоковом состоянии, рыгая, возвращается домой, где его врасплох застаёт Алекса, когда он выбрасывает одежду. Марк не в состоянии ни врать, ни объясняться, и Алекса понимает, что происходит нечто неладное. Девон говорит Кобел (выдающую себя за миссис Селвиг), что она подозревает, что Габби разделила свои воспоминания, чтобы избежать родовых мук. Милчик устраивает в отделении «Музыкально-танцевальный опыт» в качестве приза 75% выполненного задания для Хелли; Дилан отказывается участвовать в танце. Когда Милчик предлагает ему присоединиться, Дилан нападает на Милчика, разгневанный тем, что не может узнать никакой информации о своём ребенке. Разгневанный Милчик уходит, чтобы сообщить об инциденте Кобел; Дилан тем временем рассказывает сотрудникам отдела о том, что его "интра" пробудили вне офиса в его собственном доме, где он впервые увидел сына. Возможность пробуждения вне офиса описывается руководством как «сверхурочная непредвиденная работа», и используется крайне редко. Неожиданно интра Марка обнаруживает у мебя в кармане пропуск Гранера, не понимая, как он там оказался. Пропуск Гранера открывает все двери, включая новую дверь на входе отдела макроданных. Марк и Хелли выбираются и пытаются найти офис службы безопасности; внутри они обнаруживают, что Lumon следит за всеми своими сотрудниками, и что чрезвычайное происшествие активируется с помощью двух рычагов. Дилан предлагает остаться после окончания рабочего дня, чтобы разбудить Марка и Хелли снаружи. Ирвинг отправляется в отдел оптики и дизайна, беспокоясь о безопасности Бёрта. По прибытии он видит вечеринку по поводу того, что Бёрт уходит на пенсию. Ирвинг открыто ругает не разделённого Милчика за эксплуатацию разделённых сотрудников. После работы Алекса навещает пьяного Марка, который пугает её, разорвав фотографию Джеммы. После ее ухода Марк собирает фотографию и выясняется, что на ней изображена мисс Кейси. |            |                                                                                            |             |                 |                 |
| 8 | 8          | «Что на ужин?» «What's for Dinner?»                                                        | Бен Стиллер | Крис Блэк       | 1 апреля 2022   |
| Показано, что «экстра» Ирвинг живет один в квартире, где он проводит большую часть времени, рисуя одинаковые картины тёмного коридора. Хелли достигает 100 % в своём файле обработки данных, тем самым выполняя квоту отдела на квартал. Кобел назначает Марку последний оздоровительный сеанс с мисс Кейси и разочаровывается, когда Марк и мисс Кейси не могут вспомнить друг друга как муж и жена. Затем она приказывает отправить мисс Кейси обратно на «испытательный этаж», вход в который изображен в том же коридоре, что и на картинах Ирвинга. Пока отдел обработки макроданных празднует выполнение квоты, Кобел отстранена от работы советом директоров за сокрытие информации о попытке самоубийства Хелли и ее внеурочной деятельности в качестве соседки Марка «миссис Селвиг». Кобел очень болезненно переносит увольнение: работа в Lumen дял неё - смысл жизни. Она истерит и не может поверить, что её “выкинули” после многих лет верности и самоотверженности. Команда отдела обработки готовится к тому, что Дилан дистанционно разбудит их на воле; Хелли целует Марка перед отъездом. Внешний герой Марка посещает вечеринку Рикена по поводу чтения книг и говорит Кобел (в роли миссис Селвиг), что собирается уволиться из Lumon; Кобел, сама чувствуя предательство со стороны компании, подталкивает его к этому. В качестве награды за выполнение квоты Дилан получает «вафельную вечеринку», на которой он надевает голову Кира Игана и сидит в копии спальни Кира в «Крыле вечности», пока перед ним исполняются ритуальные и соблазнительные танцы. В середине пути Дилан уходит, чтобы попасть в офис безопасности и активировать внештатную ситуацию, чтобы разбудить Марка, Ирвинга и Хелли во внешнем мире. |            |                                                                                            |             |                 |                 |
| 9 | 9          | «Настоящие мы» «The We We Are»                                                             | Бен Стиллер | Dan Erickson    | 8 апреля 2022   |
| Рабочая версия Марка просыпается в доме Девон и обнаруживает себя в объятиях Кобел. Марк-рабочий узнаёт, что Девон — его сестра, что его шурин - автор книги, попавшей к нему в офис, и что у Девон родился ребёнок. Во время перерыва в чтении книг Марк делает комплимент Рикену о том, как его книга изменила его жизнь. Когда Кобел хочет узнать больше информации о планах Марка по поводу увольнения, он по ошибке называет ее «мисс Кобел» вместо «миссис Селвиг». Кобел приходит в ужас от того, что "сверхурочный режим" активирован, немедленно покидает вечеринку Рикена и звонит Милчику, чтобы тот проверил офис службы безопасности. Марк успевает сообщить Девон, что он в рабочем состоянии, и советует ей обратиться к прессе с этой информацией. Девон рассказывает Марку о смерти Джеммы и узнает, что «миссис Селвиг» — босс Марка. Ирвинг просыпается в своей квартире, обнаруживает картины своего «экстра» и историю службы в ВМС США, а также находит в шкафу карту и справочник сотрудников, которые использует, чтобы найти Берта. Хелли просыпается на торжественном мероприятии Lumon, где узнает, что ее настоящее имя Хелена Иган — дочь Джейма Игана, нынешнего генерального директора, — которая подверглась разделения в качестве рекламного трюка, чтобы повысить одобрение общественностью процедуры. Во время мероприятия она встречает Габби и Анджело, которые подтверждают, что Габби сделала себе разделение в роддоме, чтобы избежать опыта родов. Кобел мчится на торжество и пытается помешать Хелли произнести запланированную речь. Милчик добирается до офиса службы безопасности и пробивает себе путь через ограничители, которые Дилан установил на двери. Хелли игнорирует угрозы Кобел и пытается произнести речь, выражающую порабощенность и мучения разделённых, но тут ее схватывает Натали. Ирвинг приезжает в дом Берта и обнаруживает, что тот уже состоит в отношениях, из-за чего он в страхе стучит во входную дверь. Марк обнаруживает свадебную фотографию себя и Джеммы; он спешит сообщить об этом Девон, но успевает только сказать: «Она жива!», прежде чем Милчик набрасывается на Дилана, деактивируя режим сверхурочной работы и возвращая всех троих в состояние «экстра». |            |                                                                                            |             |                 |                 |

Сезон 2 (2025)
| № | № в сезоне | Название                                            | Режиссёр          | Автор сценария             | Дата премьеры   |
| --- | ---------- | --------------------------------------------------- | ----------------- | -------------------------- | --------------- |
| 10 | 1          | «Здравствуйте, мисс Кобел» «Hello, Ms. Cobel»       | Бен Стиллер       | Дэн Эриксон                | 17 января 2025  |
| Марк просыпается в панике на разделённом этаже, обнаруживая, что комната отдыха мисс Кейси выведена из эксплуатации, а все члены его команды заменены другими людьми. Теперь Милчик управляет разделённым этажом, а его заместителем является ребёнок — мисс Хуан, и они утверждают, что со времени «восстания отдела макроданных» прошло 5 месяцев, а это якобы сделало отдел Марка лицом новых реформ. Милчик утверждает, что в то время как «внешник» Марка попросил его вернуться к работе, трое других членов отдела отказались. Марк саботирует работу в своей новой команде для отвлечения внимания и чтобы добраться до связи с правлением и передать им просьбу о возврате других «внешников». Когда в следующий раз Марк приходит в сознание на разделённом этаже, то уже встречается с Диланом, Хелли и Ирвингом. Всех четверых отводят в обновлённую комнату отдыха, где Милчик обещает лучшие условия труда и предлагает «внутрякам» выбрать, уйти или остаться на постоянно. Марк сообщает группе, что он узнал снаружи во время отключения блокировки, в то время как Хелли лжёт о личности своего «внешника». Страдающий Ирвинг надумывает уволиться, но Дилан убеждает его остаться. Милчик показывает только Дилану место комнаты свиданий, где его смогут навещать родные. Отдел возобновляет работу. |            |                                                     |                   |                            |                 |
| 11 | 2          | «До свидания, миссис Селвиг» «Goodbye, Mrs. Selvig» | Сэм Донован       | Мохамед Эль Масри          | 24 января 2025  |
| После внепланового снятия блокировки, Милчику поручают оценить ущерб и он увольняет Ирвинга и Дилона; Ирвинг врёт Милчику о своём местонахождении в ту ночь; Хелена Иган в сопровождении начальника СБ встречается с Кобел и предлагает той повышение как награду за лояльность, но она оскорбляется, что ей не вернули прежнюю работу. Хелена записывает видео с извинениями, выдав выступление за вспышку гнева вследствие опьянения. Милчик пытается убедить Марка вернуться на работу, но Марк решает уволиться к сильному разочарованию своей сестры, которая обеспокоена утверждением, что Джемма жива. Дилан пытается найти новую работу, но везде получает отказ. Хелена настаивает, чтобы Марк вернулся на работу для завершения файла «Колд-Харбор»; Милчику удаётся убедить, предложив солидную прибавку к зарплате и пообещав, что счастье его «внутряка» вернётся и к нему. Получив обращение Марка к совету, Милчик возвращает на работу Дилана и Ирвинга, а совет направляет туда же и Хелену. Возвращаясь домой, Марк сталкивается с Кобел и требует ответов о судьбе Джеммы, но та сердито уезжает. |            |                                                     |                   |                            |                 |
| 12 | 3          | «Кто жив?» «Who Is Alive?»                          | Бен Стиллер       | Вэй-Нин Ю                  | 31 января 2025  |
| Марк с Хейли отправляются по разделённому этажу раздавать листовки о пропаже мисс Кейси и натыкаются на отдел по уходу за животными, где им сообщают, что Кейси проводила с ними сеансы. Ирвинг относит плакат в другой отдел, где сотрудница Фелиция опознаёт его набросок тёмного коридора как «переходный зал». Дилану разрешают свидания с женой его «внешника». Кобел соглашается вернуться в Lumon при условии восстановления в должности главы разделённого этажа, но Хелена предлагает встречу с правлением, что побуждает Кобел уехать. Марк с сестрой пытаются найти способ передачи сообщений внутрь здания, но врач Регаби отговоривает тем, что их стратегия не сработает, и единственный путь — это реинтеграция памяти. Марк соглашается на хирургическую процедуру после подтверждения от Регаби, что супруга жива. С началом реинтеграции, Марк многократно переключается между собой настоящим и своим образом на разделённом этаже. |            |                                                     |                   |                            |                 |
| 13 | 4          | «Лощина печали» «Woe's Hollow»                      | Бен Стиллер       | Анна Оуян Мёнх             | 7 февраля 2025  |
| Работники отдела оказываются во внешнем мире у замёрзшего озера и получают видеозапись от Милчика, что находятся на тимбилдинге. У водопада Лощина печали их встречают Милчик и мисс Хуан и отводят к разбитому лагерю. Хелли конфликтует с Ирвингом из-за его подозрительного ответа о местонахождении во время снятия блокировки и в ходе диалога Ирвинг вынужден уйти от лагеря. Хелли с Марком занимаются сексом, после чего Марк ненадолго видит образ Джеммы, наложенный на фигуру Хелли. Ирвинг спит вне лагеря, видя странные сны. На следующее утро он снова сталкивается с Хелли и для выбивания признания, что та крот, он орёт на Милчика и топит Хелли в Лощине печали. Хелли подтверждает, что она была Хеленой Иган после возвращения в отдел макроданных, и Милчик вынуждает вернуть на её место сознание Хелли Р. Милчик увольняет Ирвинга и возвращает его сознание к «внешнику». |            |                                                     |                   |                            |                 |
| 14 | 5          | «Троянский конь» «Trojan's Horse»                   | Сэм Донован       | Меган Ритчи                | 14 февраля 2025 |
| После тимблдинга Хелена с неохотой продолжает работу на разделённой этаже в качестве своего «внутряка», пока Марк не закончит работу над файлом «Колд-Харбор». Милчик выполняет требование Дилана о заочном прощании с Ирвингом, в ходе чего Дилан понимает, что последние слова Ирвинга указывают на плакат в комнате отдыха, где и шла церемония. За плакатом обнаруживается рисунок с указаниями прохода к «переходному залу», но быстро прячет его обратно. Хелли узнаёт, что мисс Кейси супруга «внешника» Марка, но Марк говорит, что не может той доверять. Милчик даёт понять Марку, что знает об их сексе с Хелли-Хеленой. «Внешник» Ирвинга общается с Бертом и устраивают совместный ужин в доме Берта и его партнёра. Марк, будучи дома, во время вспышек сознания «внутряка» видит Джемму живой. |            |                                                     |                   |                            |                 |
| 15 | 6          | «Аттила» «Attila»                                   | Ута Бризевиц      | Эрин Вагонер               | 21 февраля 2025 |
| Дилан сообщает Марку и Хелли об обнаружении инструкции Ирвинга как добраться до «переходного зала». Милчик берёт отпуск, оставляя мисс Хуан за главную по этажу. Марк признаётся Хелли, что они с Хеленой занимались сексом, и Хелли отвечает, что она хочет тоже получить аналогичный опыт, повторно инициируя занятие сексом. Дилана в комнате посещений навещает супруга и они целуются. Позже она лжёт его «внешнику», что визит не состоялся. Врач Регаби настаивает на ускорении реинтеграции путём хирургических вмешательств, и Марк встретив в ресторане «внешника» Хелены, уходит и решается продолжить процедуру несмотря на риски. Во время разговора с сестрой он в припадке теряет сознание. |            |                                                     |                   |                            |                 |
| 16 | 7          | «Чикхаи Бардо» «Chikhai Bardo»                      | Джессика Ли Ганье | Дэн Эриксон и Марк Фридман | 28 февраля 2025 |
| В давних воспоминаниях, Марк с Джеммой впервые встречаются во время донорства крови и они вступают в любящий брак, омрачаемый проблемой с зачатием ребёнка. После выкидыша посещают клинику по лечению бесплодия, которой управляет Lumon. В настоящем времени Джемма живёт на испытательном этаже здания Lumon, где каждый день посещает несколько комнат, таблички которых соответствуют названиям рабочих файлов отдела очистки макроданных, и где её «внутряки» переживают неприятные ситуации под надзором врача Мауэра, проводящим опрос «внешника» о воспоминаниях и эмоциях от пережитого «внутряком». Тем временем пока Марк лежит без сознания, врач Регаби подтверждает его сестре, что Джемма жива, и что Марк добровольно реинтегрирует сознание. Регаби уходит, когда Девон предлагает вызвать Кобел на помощь. На испытательном этаже Джемма говорит врачу, что хочет уйти, но он лжёт, будто Марк повторно женился в её отсутствие. Джемма сбивает врача с ног и отобрав ключ-карту убегает к лифту, уехав в нём на разделённый этаж, но там её сознание переключается на личность мисс Кейси, которой Милчик приказывает вернуться в лифт. Марк приходит в себя рядом с сестрой, всё ещё вспоминая Джемму. |            |                                                     |                   |                            |                 |
| 17 | 8          | «Сладкая желчь» «Sweet Vitriol»                     | Бен Стиллер       | Неизвестно                 | 7 марта 2025    |
| Кобел приезжает в прибрежный городок, в котором росла в детстве и где ранее было предприятие Lumon, ныне закрывшееся. Она навещает старого друга, который тайно отвозит в дом её матери, где Кобел находит свои старые записки, содержащие наброски процедуры разделения и чипа головного мозга, доказывающие её авторство изобретения. Родственница Кобел, Сисси, пытается сжечь листы, но та спасает их от уничтожения и уезжает на пикапе друга, когда к дому уже приближается машина, по-видимому от СБ Lumon. Кобел отвечает на звонок сестры Марка, сообщившей, что он проводит реинтеграцию сознания. |            |                                                     |                   |                            |                 |
| 18 | 9          | «Сверхурочное время» «The After Hours»              | Ута Бризевиц      | Дэн Эриксон                | 14 марта 2025   |
| В день ожидаемого завершения файла «Холодная гавань» Марк и Девон встречаются с Кобел, утверждающей, что Джемма умрёт, если «Холодная гавань» будет завершён. По телефону Марк сказывается больным, обещая Милчику, что придёт на следующий день. Жена Дилана признаётся супругу в интрижке с его «внутряком», на что он сердится и угрожает уволиться. Она рассказывает о ссоре его «внутряку», со слезами на глазах прощаясь с ним. Убитый горем Дилан подаёт заявление об увольнении. Берт, работавший в Lumon на перевозке связанных с компанией лиц, врывается в квартиру к Ирвингу и отвозит его на вокзал, покупая тому билет с указанием никогда не возвращаться, и провожая до отправления. Мисс Хуан завершает работу в должности заместителя управляющего и Милчик отправляет её из здания. Хелли находит обозначение пути к «переходному залу» и пытается запомнить указатели, но её за этим застаёт отец Джейм Иган. Ночью Кобел и Девон тайком увозят Марка на спецобъект Lumon — в «разделённую комнату» в «родильном доме» для недавно разделённых лиц. «Внутряк» Марка приходит в сознание в разделённой комнате, где его ожидает Кобел, проверяя сохранение памяти от реинтеграции в разделённом помещении. |            |                                                     |                   |                            |                 |
| 19 | 10         | «Холодная гавань» «Cold Harbor»                     | Бен Стиллер       | Дэн Эриксон                | 21 марта 2025   |
| Бывшая начальница пояснила, что суть работы отдела очистки макроданных — в выделении оцифрованной части эмоций личности человека, и что после окончания файла «Холодная гавань» проведут тестирование над его супругой вживую по наработанным им данным, будет создана 25-я виртуальная личность для неё, а настоящее сознание жены сотрут. Находясь в «родильном домике» и переходя через порог для переключения сознания, Марк посредством видеозаписей провёл диалог между своими внешним и внутренним сознанием. Внешний убеждал, что, начав реинтеграцию, их сознания и память вскоре объединятся, и они станут жить единую жизнь. Внутренний выражал сомнения, будто его часть станет подавленной из-за короткого срока жизни, и что внешний может его обманывать, но ради освобождения жены из плена компании согласился помочь. Прервав общение на раздражённой ноте, «внутряк» Марка включается на следующий рабочий день выходя из лифта на разделённый этаж и далее оканчивает работу над файлом. Во время чествования по случаю успеха в отделе, Марк с оставшимися коллегами блокируют Милчика в санузле, отобрав его рацию, а сам Марк спешит отыскать супругу. Переходя по зданию, его личности переключаются, но делают всё слаженно и ему удаётся найти и защитить супругу, выведя её за пределы разделённого этажа. Однако сам Марк возвращается и несмотря на уговоры супруги, подхватив Хейли Р. убегают в другой конец по разделённому этажу, сделав выбор не в пользу продолжения жизни с супругой как хотелось бы его внешней личности. |            |                                                     |                   |                            |                 |

## Производство

### Написание сценария
Медиа, которые повлияли на Severance, включают городскую легенду Закулисье, видеоигру 2013 года The Stanley Parable, фильмы, включая «Офисное пространство», «Шоу Трумана», «Быть Джоном Малковичем» и «Вечное сияние чистого разума», эпизод сериала «Чёрное зеркало» «Белое Рождество» и комикс «Дилберт». Более ранние влияния включают экзистенциальный ад в пьесе Жана-Поля Сартра 1944 года «За закрытыми дверями» и тоталитарную антиутопию в романе Джорджа Оруэлла 1949 года «1984». С эстетической точки зрения на сериал повлияли фильмы «Бразилия», «Тёмный город» и «Время развлечений». Братья и сестры Дэна Эриксона вдохновили его на создание некоторых персонажей. В 2016 году его сценарий пилота «Выхода из игры» вошёл в список лучших нереализованных жанровых сценариев журнала Blood List.
Эриксон сказал: «Те же разочарования, которые привели нас к этому моменту как страну [США] и как мир, я чувствовал, когда писал это, потому что я работал в офисе и имел дело со всеми этими всё более безумными требованиями, которые предъявлялись к работникам. Это родилось из этого… Сотрудники — это те, кто должен давать, давать и давать, с пониманием того, что это семья — вы делаете это из любви, но затем работодатели часто не отвечают вам за это каким-либо существенным образом».

### Дизайн декораций и мира

#### Экстерьеры
Художник-постановщик Джереми Хиндл смешал корпоративные образы 1960-х, 1970-х и 1980-х годов для создания особенного облика сериала и назвал главным источником вдохновения при создании образов зданий архитектора-модерниста Ээро Сааринена. Сюда вошли штаб-квартира штаб-квартира John Deere в Молине, штат Иллинойс, и комплекс Комплекс зданий Bell Labs в Холмделе в Нью-Джерси (последний служил как экстерьером, так и интерьерами первого этажа для Lumon Industries), оба здания, по словам Хиндла, были спроектированы как «работа, предназначенная для выполнения работы».
Водонапорная башня, которая фигурирует в сериале, в реальности расположена рядом со зданием Bell Labs Holmdel Complex.

#### Интерьеры
Интерьеры Lumon выполнены в минималистичном модернистском корпоративном стиле 60-х. Основные цвета — белый, синий и зелёный. Художник-постановщик Джереми Хиндл рассказал, что зрители сериала завидуют жутким ретро-офисам вселенной Lumon, так как они предлагают уровень дизайна, отсутствующий в современных рабочих помещениях. Источником вдохновения для декораций послужили декорации фильма «Время развлечений» и сериала «Твин Пикс».
Основные декорации для Severance были созданы в звуковых павильонах в Бронксе. Один звуковой павильон использовался для коридоров в Lumon, используя около 43 м коридора, который перестраивался по мере необходимости, вместе со спецэффектами, чтобы создать структуру, похожую на лабиринт. В другом павильоне использовались более крупные коридоры, которые использовались в последних эпизодах первого сезона.
Второй павильон использовался для основных комнат, таких как «Отдел уточнения макроданных». Это пространство было спроектировано так, чтобы создать ощущение запёртости, используя большую комнату 24 × 12 м с низким потолком. Несмотря на огромную комнату, четверо сотрудников теснятся вместе за скоплением столов в середине пространства. Хиндл также считал, что эта комната должна была стать игровой комнатой для новых сотрудников Lumon, и покрыл её зелёным ковром, контрастирующий с белыми стенами, чтобы она ощущалась как трава. Другие помещения с Lumon были вдохновлены работами Маурица Эшера.
В интерьере помещений секретного этажа, в которых содержалась мисс Кейси, использовано культовое кресло Vitsœ 620 и настенная hi-fi стереосистема Braun, созданные немецким промышленным дизайнером Дитером Рамсом в 1960-х годах. Оригинальные кресла были получены от компании Vitsœ и были перетянуты зелёным материалом, чтобы они соответствовали их гиперспецифической цветовой гамме и эстетике Lumon.
Помещение «Отдела млекопитающих» было выстроено на гольф-поле, чтобы травянистые холмы были реалистичными, а не выглядели искусственно, как в телешоу Телепузики.
Интерьер помещения первой сцены, в которой начинается сериал, когда персонаж Хелли Р. просыпается дезориентированной на офисном столе, атмосферой и колористикой напоминает картину Эдварда Хоппера «Полуночники», с резким флуоресцентным освещением и огромным негативным пространством.

#### Картины в помещениях Lumon
Минималистичные рабочие интерьеры Lumon Industries украшены картинами, прославляющие жизнь основателя компании Кира Игана, которые в мире сериала развешивают и сменяют экспозиции сотрудники отдела «Дизайна и оптики». Картины являются корпоративной пропагандой, представляющей агиографическую биографию основателя компании Кира Игана. Lumon создает собственную историю искусств, работая над произведениями, которые подражают стилям от караваджизма до неоклассицизма и романтизма и отдают дань уважения Караваджо и Каспару Давиду Фридриху. При этом произведения искусства Lumon обычно несут в себе зловещее чувство и являются китчем.
В первом сезоне одной из первых встречается картина «Кир Укрощение Четырёх Темпераментов», на которой Кир Иган в классическом одеянии избивает четыре аллегорические фигуры. Действие напоминает канонический сюжет изгнания торгующих из храма, а композиция напоминает «Ослепление Сампсона» Рембрандта. «Юношеское выздоровление Кира» — это сцена при свечах в духе Жоржа де ла Тура и Геррита Хонтхорста.
Во втором сезоне напротив лифта на этаже разделённых появляется картина «Кир прощает своих предателей», кровавая цветовая гамма которой выбивается из холодных интерьеров и вносит диссонанс, как содержание картины диссонирует с её названием. Картину создал художник Дэнни Авилес, который вдохновлялся пропагандистским искусством советской эпохи.
В финале второго сезона на против лифта вывешивается эпичная картина «Возвышенная победа Колд-Харбора», которая изображает всех персонажей, которых знает внутренний Марк С., вокруг водопада. Марк, представленный по центру полотна в состоянии откровения, с поднятой рукой, как будто для последнего нажатия клавиши на своём файле, окружен толпой людей, которые вели его к этому моменту: слева — противники, справа — сторонники, вверху на заднем плане — руководители Lumon, что делает «Возвышенную победу Колд-Харбора» обзором ансамбля Severance.

#### Корпоративный фирменный стиль
В сериале большое внимание уделено брендигу и фирменному стилю корпорации. Производственный дизайн Severance во многом обязан этому чистому, модернистскому корпоративному стилю 60-х, но в нём есть что-то «не то», что вы не можете точно определить. Всё офисное оборудование имеет брендинг Lumon, поскольку подземный офис должен был стать своим собственным маленьким миром, чтобы исключить случайные воспоминания памяти у «внутряков», в мире Lumon предметы из внешнего мира запрещены, а все, что используют персонажи, производится Lumon Industries. Хиндл подсчитал, что производственная группа разработала около 100 различных предметов для использования в офисе, все они должны были вызывать эстетику Lumon. «Это не космический корабль, но это именно космический корабль», — говорит Хиндл, ссылаясь на оригинального «Чужого» как на большой источник вдохновения.
Антитезой стилю Lumon является оформление книги «Ты есть ты», которая случайно попадает на этаж разделённых в первом сезоне. Тёплая гамма обложки (красно-жёлтый градиент), вычурная типографика c антиквой на титуле и графические украшательства противопоставляются стерильному холодному офисному пространству. Команда создателей черпала вдохновение из нескольких реальных книг, включая книгу Л. Рона Хаббарда «Дианетика: современная наука душевного здоровья», которая заложила основу саентологии, а также из книг по саморазвитию Тони Роббинса, чье лицо часто появляется на обложках его книг. Книга была выпущена в сервисе Apple Books качестве промоматериала к сериалу.
Типографика Lumon включает шрифтовые гарнитуры Manifold Extended, Forma DJR, Optima, Input Sans и Scriptorama Tradeshow JF. Логотип компании выполнен ретро-эстетике графическим дизайнером Тэнси Мишо, которая черпала вдохновение из логотипов различных фармацевтических компаний. Логотип разработан в двух версиях: для внешних коммуникации в основном используется полный логотип, который содержит изображение глобуса (что подчеркивает глобальность корпорации), надпись LUMEN и изображение капли. Но на этаже «разделённых», внутри здания, в основам используется редуцированная версия логотипа, представляет собой пиктограмму капли.

#### Заставка
Вступительную пугающую заставку 1 и 2 сезона создал художник 3d-графики из Берлина Оливер Латта, также известный как extraweg. Его работы часто фокусируются на человеческом теле, художник публиковал их в своём инстаграме. Он получил письмо от компании Бена Стиллера Red Hour Productions с запросом на коллаборацию. Заставка 1 сезона выиграла премию Эмми в 2022 году.
Типографикой заставки занимался Тедди Блэнкс. В заставке для титров использован шрифт, очень похожий на Helvetica, но не являющейся ею. Вдохновением послужили руководства по фирменному стилю середины века в стиле Массимо Виньелли.

#### Транспортные средства
Эриксон сказал, что сочетание автомобилей и технологий из разных эпох должно было «дать легкое чувство дезориентации» и заставить Lumon «чувствовать себя оторванным от времени и пространства». С этой целью съёмочная группа нашла анахроничную коллекцию из 400 автомобилей, в основном обычных транспортных средств 1980-х и 1990-х годов с угловатым дизайном, все в относительно хорошем состоянии. Каждая машина, даже на дальнем плане, была намеренно размещена так, чтобы поддерживать эстетику ретро-научной фантастики. Транспортные средства персонажей были подобранны специально, чтобы лучше передать образ: Volvo S90 у Марка, Volkswagen Rabbit у Хармони Кобел, Lincoln Continental у Хелены Игэн и мотоцикл Royal Enfield у Милчика.

#### Дизайн компьютеров
Компьютерные терминалы, на которых работают главные персонажи, намеренно анахроничны и неправдоподобны (ЭЛТ-дисплей с сенсорной технологией, гигантский трекбол, монохромный интерфейс на полноцветном экране). Цель, как рассказал The Verge художник-постановщик Джереми Хиндл, состояла в том, чтобы разработать устройство, которое не имело бы особого смысла, отражая мир, похожий на чистилище, который существует только в подвале Lumon. «Идея заключалась в том, что все, что вы могли видеть под землёй, не существует нигде наверху», — говорит Хиндл. «Вы никогда не увидите этот компьютер или эту клавиатуру».
Компьютерные терминалы были смоделированы на основе терминалов Data General Dasher 1970-х годов, а колпачки клавиш были воссозданы Signature Plastics, которая также изготовила оригинальные колпачки клавиш для терминалов Dasher 1970-х годов. Набор колпачков клавиш был переиздан в 2025 году под названием «SA Macrodata Refinement». Художники-реквизиторы модернизировали старые терминалы по-настоящему функционирующими трекболами, чтобы актёры могли выполнять работу, представленную в сериале, и более достоверно изображали офисную обстановку. У компьютеров не было клавиши Escape, как метафоры отсутствия контроля у «внутряков» в офисах Lumon.

## Отзывы и оценки
После выхода на экраны сериал получил высокую оценку критиков. На сайте-агрегаторе рецензий Rotten Tomatoes 98 % из 89 отзывов критиков положительные, со средней оценкой 8,5/10. По общему мнению сайта, «Дерзкий, загадочный и дающий свежий взгляд на опасности корпоративной рутины, сериал „Разделение“ — это полный набор». Metacritic, который использует средневзвешенную оценку, присвоил сериалу 83 балла из 100 на основе 31 критики, что означает «всеобщее признание».
По итогам 2022 года многие издания, например CNN, The Economist, Empire, Entertainment Weekly, The Guardian, Harper’s Bazaar, The Hollywood Reporter, IGN, Rolling Stone, Vulture, включили «Разделение» в свои списки лучших сериалов года. Некоторые, например Esquire, GameSpot, GamesRadar, Мир фантастики, назвали его сериалом года. По данным Metacritic, именно этот сериал чаще всего в 2022 году включали в списки лучших.
После выхода второго сезона суммарная оценка на Rotten Tomatoes составляла 95 %.

## Маркетинг
Второй сезон был анонсирован во время мероприятия Apple 7 сентября 2022 года, в котором участвовала Хелли (Бритт Лоуэр). Первые кадры из второго сезона были выпущены 10 июня 2024 года в рамках промоушена предстоящей программы Apple TV+.
9 июля 2024 года в сообщении на аккаунте Apple TV+ в социальной медиа-платформе X было анонсировано объявление о втором сезоне. В этом видео мигает свет, читающий слово «завтра» азбукой Морзе. На следующий день, 10 июля, Apple TV+ объявила, что второй сезон дебютирует 17 января 2025 года. Первый трейлер второго сезона был выпущен 23 октября 2024 года.
14 января 2025 года, за три дня до премьеры второго сезона, Apple TV+ воссоздал офис «Macrodata Refinement» шоу внутри стеклянного ящика на Центральном вокзале Нью-Йорка. Актёры Скотт, Черри, Аркетт, Лоуэр и Тиллман вошли в стеклянный павильон и вели себя так, как будто они работали на своих должностях в Lumon Industries в течение примерно двух с половиной часов. Уникальность перфоманса и преданность актёров вызвали в основном положительные отзывы публики.
21 марта 2025 года IKEA India и Australia опубликовали одну и ту же рекламу, продвигающую офисные принадлежности, копирующую подобный набор для офиса Macrodata Refinement. Слоган высмеивает шутку о «таинственной и важной работе», которую выполняют офисные работники.
26 марта 2025 года некоторые участники съемок появились на Тауэрском мосту в Лондоне, чтобы отпраздновать возобновление третьего сезона. В состав актёров вошли Адам Скотт, Бритт Лоуэр, Трамелл Тиллман, Зак Черри и Гвендолин Кристи. На мероприятии были воздушные шары с лицом Адама Скотта, отсылающие к визуальному мотиву, преобладающему на протяжении всего второго сезона.
В рамках промо-кампании сериала корпорация Apple разместила на своём официальном сайте среди компьютеров Mac терминал Lumon Terminal Pro, но вместо кнопки покупки изделия на странице была размещена ссылка на стриминговый сервис AppleTV и ролик, в котором редакторы рассказывают про монтаж сериала — Джеффри Ричман, помощник редактора Кейт Фрейз, режиссёр Бен Стиллер и композитор Теодора Шапиро.